# Формелло
Формелло (італ. Formello) — муніципалітет в Італії, у регіоні Лаціо,  метрополійне місто Рим-Столиця.
Формелло розташоване на відстані близько 23 км на північ від Рима.
Населення — 12 855 осіб (2014).

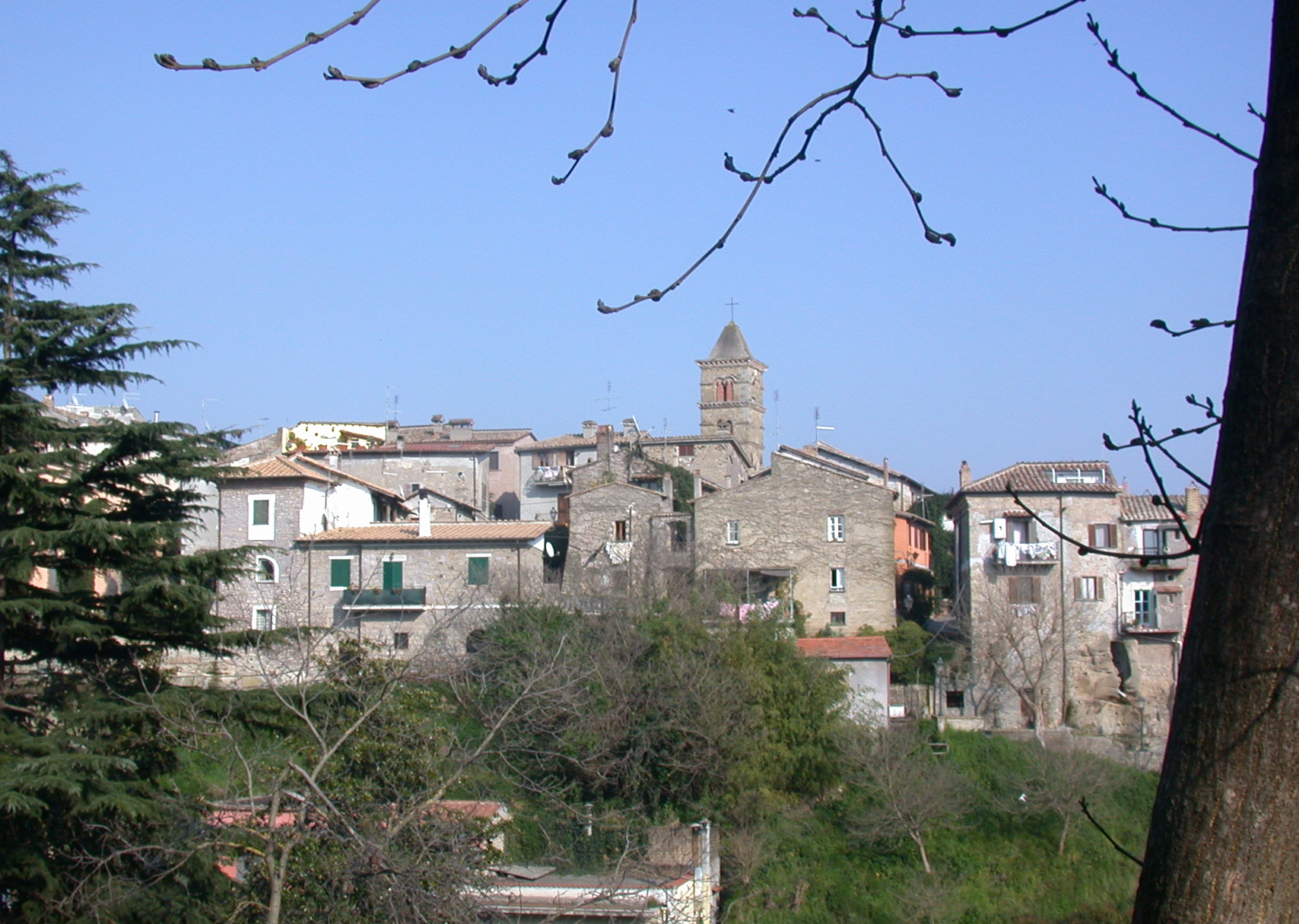

Щорічний фестиваль відбувається 10 серпня. Покровитель — Святий Лаврентій.

## Демографія
Населення за роками:

Станом на 1 січня 2023 року в муніципалітеті офіційно проживало 1430 іноземців з 72 країн, серед них 602 громадяни країн Євросоюзу та 34 громадяни України.

## Сусідні муніципалітети
- Кампаньяно-ді-Рома
- Рим
- Сакрофано